# Liga Mexicana del Pacífico 2010-11
La Temporada 2010-11 de la Liga Mexicana del Pacífico  fue la 53.ª edición, llevó el nombre de Banorte y comenzó el día 11 de octubre de 2010. 
Los juegos inaugurales se celebraron de la siguiente manera: Culiacán en Mazatlán, Mochis en Guasave, Obregón en Navojoa y Mexicali en Hermosillo.
La primera mitad terminó el 20 de noviembre, la segunda mitad terminó el 30 de diciembre de 2010. 
La temporada finalizó el 29 de enero de 2011, con la coronación de los Yaquis de Ciudad Obregón  al vencer 4-3 en serie final a los Algodoneros de Guasave.

## Sistema de competencia

### Temporada regular
La temporada regular consta de dos mitades lo cual abarca un total de 68 juegos a disputarse para cada uno de los ocho clubes que conforman a la Liga Mexicana del Pacífico. La primera mitad está integrada de 35 juegos para cada club y la segunda de 33 juegos para cada club. Al término de cada mitad, se asigna un puntaje que va de 3 a 8 puntos en forma ascendente, según la clasificación (standing) general de cada club. A continuación se muestra la distribución de dicho puntaje:
- Primera posición: 8 puntos
- Segunda: 7 puntos
- Tercera: 6 puntos
- Cuarta: 5 puntos
- Quinta: 4,5 puntos
- Sexta: 4 puntos
- Séptima: 3,5 puntos
- Octava: 3 puntos

### Postemporada
Tras el término de la segunda vuelta, los seis equipos con mayor puntaje sobre la base de las dos mitades de la temporada regular pasan a la etapa denominada postemporada (play-offs). En esta etapa, los equipos se enfrentan entre sí en una serie de siete juegos donde deben ganar cuatro para avanzar a las semifinales. Es importante señalar que los tres equipos que obtuvieron mayor puntaje en la temporada regular empiezan la serie con dos juegos en su estadio (esta etapa de juego es conocida como «repesca»), para continuar con tres partidos en el estadio contrario y finalmente concretar la serie de nuevo en su estadio. Estos últimos dos juegos no son necesarios si alguno de los equipos obtiene una ventaja clara en la serie sobre su rival.

### Semifinales
Para la etapa de semifinales, pasan los tres equipos con mejor posición en el standing de juegos ganados y perdidos más uno adicional que es denominado «mejor perdedor», el cual resulta de poseer la mayor cantidad de juegos ganados en la repesca, principalmente. De esta manera, el mejor perdedor se enfrenta como visitante al equipo mejor situado del standing en una serie, mientras que el segundo y el tercero hacen lo mismo a su vez. En el caso del mejor perdedor, no puede enfrentarse al equipo con el que disputó la primera fase de play-offs.

### Final
Se da entre los equipos que ganaron en la etapa de semifinales.

## Equipos participantes
| Liga Mexicana del Pacífico 2010-11 |           |                          |                           |                          |           |
| Equipo                             | Fundación | Mánager                  | Ciudad                    | Estadio                  | Capacidad |
| Águilas de Mexicali                | 1948      | Marco Antonio Guzmán     | Mexicali, Baja California | Estadio Casas Geo        | 17,000    |
| Algodoneros de Guasave             | 1970      | Matías Carrillo          | Guasave, Sinaloa          | Francisco Carranza Limón | 8,000     |
| Cañeros de Los Mochis              | 1947      | Juan Francisco Rodríguez | Los Mochis, Sinaloa       | Emilio Ibarra Almada     | 11,000    |
| Mayos de Navojoa                   | 1950      | Lorenzo Bundy            | Navojoa, Sonora           | Manuel Ciclón Echeverría | 12,500    |
| Naranjeros de Hermosillo           | 1944      | Bill Plummer             | Hermosillo, Sonora        | Héctor Espino            | 15,000    |
| Tomateros de Culiacán              | 1965      | Lino Rivera              | Culiacán, Sinaloa         | General Ángel Flores     | 16,000    |
| Venados de Mazatlán                | 1945      | Carlos Subero            | Mazatlán, Sinaloa         | Teodoro Mariscal         | 12,000    |
| Yaquis de Ciudad Obregón           | 1947      | Eddie Díaz               | Ciudad Obregón, Sonora    | Tomás Oroz Gaytán        | 13,000    |

## Standings

### Primera vuelta
| Equipos                  | JJ | JG | JP | JE | JV  | PCT  | PTS |
| ------------------------ | -- | -- | -- | -- | --- | ---- | --- |
| Algodoneros de Guasave   | 35 | 19 | 16 | -  | -   | .543 | 8   |
| Yaquis de Ciudad Obregón | 35 | 19 | 16 | -  | -   | .543 | 7   |
| Tomateros de Culiacán    | 35 | 19 | 16 | -  | -   | .543 | 6   |
| Naranjeros de Hermosillo | 35 | 18 | 17 | -  | 1.0 | .514 | 5   |
| Venados de Mazatlán      | 35 | 18 | 17 | -  | 1.0 | .514 | 4.5 |
| Águilas de Mexicali      | 35 | 18 | 17 | -  | 1.0 | .514 | 4   |
| Cañeros de Los Mochis    | 35 | 18 | 17 | -  | 1.0 | .514 | 3.5 |
| Mayos de Navojoa         | 35 | 11 | 24 | -  | 8.0 | .314 | 3   |

### Segunda vuelta
| Equipos                  | JJ | JG | JP | JE | JV   | PCT  | PTS |
| ------------------------ | -- | -- | -- | -- | ---- | ---- | --- |
| Tomateros de Culiacán    | 33 | 20 | 13 | -  | -    | .606 | 8   |
| Naranjeros de Hermosillo | 33 | 20 | 13 | -  | -    | .606 | 7   |
| Cañeros de Los Mochis    | 33 | 20 | 13 | -  | -    | .606 | 6   |
| Yaquis de Ciudad Obregón | 35 | 19 | 14 | -  | 1.0  | .576 | 5   |
| Algodoneros de Guasave   | 35 | 17 | 16 | -  | 3.0  | .515 | 4.5 |
| Venados de Mazatlán      | 35 | 15 | 18 | -  | 5.0  | .455 | 4   |
| Águilas de Mexicali      | 35 | 13 | 20 | -  | 7.0  | .394 | 3.5 |
| Mayos de Navojoa         | 35 | 8  | 25 | -  | 12.0 | .242 | 3   |

### Standings General
| Equipos                  | JJ | JG | JP | JE | JV   | PCT  | PTS  |
| ------------------------ | -- | -- | -- | -- | ---- | ---- | ---- |
| Tomateros de Culiacán    | 68 | 39 | 29 | -  | -    | .573 | 14   |
| Algodoneros de Guasave   | 68 | 36 | 32 | -  | 3.0  | .529 | 12.5 |
| Yaquis de Ciudad Obregón | 68 | 38 | 30 | -  | 1.0  | .558 | 12   |
| Naranjeros de Hermosillo | 68 | 38 | 30 | -  | 1.0  | .558 | 12   |
| Cañeros de Los Mochis    | 68 | 38 | 30 | -  | 1.0  | .558 | 9.5  |
| Venados de Mazatlán      | 68 | 33 | 35 | -  | 6.0  | .485 | 8.5  |
| Águilas de Mexicali      | 68 | 31 | 37 | -  | 8.0  | .455 | 7.5  |
| Mayos de Navojoa         | 68 | 19 | 49 | -  | 20.0 | .279 | 6    |

| Avanza a los playoffs |

Nota 1: En empate entre Obregón y Hermosillo se definió por el criterio de dominio(Obregón domino a Hermosillo).

## Playoffs
|  | Primer Play Off | Primer Play Off | Primer Play Off |          |        | Semifinales | Semifinales | Semifinales |  |         | Final   | Final | Final |  |
|  |                 |                 |                 |          |        |             |             |             |  |         |         |       |       |  |
|  |                 |                 |                 |          |        |             |             |             |  |         |         |       |       |  |
|  | Mochis          | Mochis          | 4               |          |        |             |             |             |  |         |         |       |       |  |
|  | Mochis          | Mochis          | 4               |          |        |             |             |             |  |         |         |       |       |  |
|  | Guasave         | Guasave         | 2               |          |        |             |             |             |  |         |         |       |       |  |
|  | Guasave         | Guasave         | 2               |          | Mochis | Mochis      | 0           |             |  |         |         |       |       |  |
|  |                 |                 |                 |          | Mochis | Mochis      | 0           |             |  |         |         |       |       |  |
|  |                 |                 | Obregón         | Obregón  | 4      |             |             |             |  |         |         |       |       |  |
|  | Hermosillo      | Hermosillo      | Obregón         | Obregón  | 4      | 1           |             |             |  |         |         |       |       |  |
|  | Hermosillo      | Hermosillo      |                 |          |        |             |             |             |  |         |         |       |       |  |
|  | Obregón         | Obregón         | 4               |          |        |             |             |             |  |         |         |       |       |  |
|  | Obregón         | Obregón         | 4               |          |        |             |             |             |  | Guasave | Guasave | 3     |       |  |
|  |                 |                 |                 |          |        |             |             |             |  | Guasave | Guasave | 3     |       |  |
|  |                 |                 | Obregón         | Obregón  | 4      |             |             |             |  |         |         |       |       |  |
|  |                 |                 | Obregón         | Obregón  | 4      |             |             |             |  |         |         |       |       |  |
|  |                 |                 |                 |          |        |             |             |             |  |         |         |       |       |  |
|  |                 |                 |                 |          |        |             |             |             |  |         |         |       |       |  |
|  |                 | Guasave         | Guasave         | 4        |        |             |             |             |  |         |         |       |       |  |
|  |                 |                 |                 | 4        |        |             |             |             |  |         |         |       |       |  |
|  |                 |                 | Culiacán        | Culiacán | 2      |             |             |             |  |         |         |       |       |  |
|  | Mazatlán        | Mazatlán        | Culiacán        | Culiacán | 2      | 0           |             |             |  |         |         |       |       |  |
|  | Mazatlán        | Mazatlán        |                 |          |        |             |             |             |  |         |         |       |       |  |
|  | Culiacán        | Culiacán        | 4               |          |        |             |             |             |  |         |         |       |       |  |
|  | Culiacán        | Culiacán        | 4               |          |        |             |             |             |  |         |         |       |       |  |
|  |                 |                 |                 |          |        |             |             |             |  |         |         |       |       |  |

### Primer Play Off
| Equipos                  | JJ | JG | JP | JE | JV  | PCT   |
| ------------------------ | -- | -- | -- | -- | --- | ----- |
| Tomateros de Culiacán    | 4  | 4  | 0  | -  | -   | 1.000 |
| Yaquis de Ciudad Obregón | 5  | 4  | 1  | -  | -   | .800  |
| Cañeros de Los Mochis    | 6  | 4  | 2  | -  | -   | .667  |
| Algodoneros de Guasave   | 6  | 2  | 4  | -  | 2.0 | .333  |
| Naranjeros de Hermosillo | 5  | 1  | 4  | -  | 3.0 | .200  |
| Venados de Mazatlán      | 4  | 0  | 4  | -  | 4.0 | .000  |

| Avanza a semifinales |

| Avanza como comodín |

### Semifinales
| Equipos                  | JJ | JG | JP | JE | JV  | PCT   |
| ------------------------ | -- | -- | -- | -- | --- | ----- |
| Yaquis de Ciudad Obregón | 4  | 4  | 0  | -  | -   | 1.000 |
| Algodoneros de Guasave   | 6  | 4  | 2  | -  | -   | .667  |
| Tomateros de Culiacán    | 6  | 2  | 4  | -  | 2.0 | .333  |
| Cañeros de Los Mochis    | 4  | 0  | 4  | -  | 4.0 | .000  |

| Avanza a la Final |

### Final
| Equipos                  | JJ | JG | JP | JE | JV  | PCT  |
| ------------------------ | -- | -- | -- | -- | --- | ---- |
| Yaquis de Ciudad Obregón | 7  | 4  | 3  | -  | -   | .571 |
| Algodoneros de Guasave   | 7  | 3  | 4  | -  | 1.0 | .429 |

| Campeón |

## Cuadro de honor
| Equipos                  | Posición   |
| ------------------------ | ---------- |
| Yaquis de Ciudad Obregón | Campeón    |
| Algodoneros de Guasave   | Subcampeón |
| Tomateros de Culiacán    | 3° Lugar   |
| Cañeros de Los Mochis    | 4° Lugar   |
| Naranjeros de Hermosillo | 5° Lugar   |
| Venados de Mazatlán      | 6° Lugar   |
| Águilas de Mexicali      | 7° Lugar   |
| Mayos de Navojoa         | 8° Lugar   |

## Líderes
A continuación se muestran los lideratos tanto individuales como colectivos de los diferentes departamentos de bateo y de pitcheo.

### Bateo
| Categoría               | Individual                               | Marca | Colectivo                | Marca |
| ----------------------- | ---------------------------------------- | ----- | ------------------------ | ----- |
| Porcentaje              | Sandy Madera (MOC)                       | .362  | Algodoneros de Guasave   | .294  |
| Carreras Producidas     | Luis Alfonso García (HER)                | 60    | Naranjeros de Hermosillo | 365   |
| Home Runs               | Luis Alfonso García (HER)                | 21    | Algodoneros de Guasave   | 86    |
| Carreras Anotadas       | Justin Christian (MOC)                   | 60    | Naranjeros de Hermosillo | 395   |
| Hits                    | Justin Christian (MOC)                   | 90    | Algodoneros de Guasave   | 694   |
| Dobles                  | Justin Christian (MOC)                   | 22    | Tomateros de Culiacán    | 125   |
| Triples                 | Leo Heras (GVE) Tim Raines (MAZ)         | 5     | Venados de Mazatlán      | 13    |
| Bases Robadas           | Justin Christian (MOC)                   | 24    | Yaquis de Ciudad Obregón | 71    |
| Slugging                | Luis Alfonso García (HER)                | .602  | Algodoneros de Guasave   | .461  |
| Porcentaje de Embasarse | Justin Christian (MOC) Tike Redman (NAV) | .452  | Naranjeros de Hermosillo | .370  |

### Pitcheo
| Categoría             | Individual                                  | Marca | Colectivo                                      | Marca |
| --------------------- | ------------------------------------------- | ----- | ---------------------------------------------- | ----- |
| Efectividad           | Luis Mendoza (OBR)                          | 2.11  | Venados de Mazatlán                            | 3.52  |
| Juegos Ganados        | Alberto Castillo (CUL)                      | 9     | Tomateros de Culiacán                          | 39    |
| Porcentaje de Ganados | Marco Quevedo (OBR) Francisco Cordova (GVE) | .857  | Tomateros de Culiacán                          | .573  |
| Ponches               | Andrew Sisco (MXL)                          | 85    | Algodoneros de Guasave                         | 489   |
| Juegos Salvados       | José Silva (CUL)                            | 15    | Venados de Mazatlán Cañeros de Los Mochis      | 18    |
| Juegos Lanzados       | Mario Mendoza (OBR)                         | 43    |                                                |       |
| Innings Lanzados      | Walter Silva (MAZ)                          | 91.0  | Águilas de Mexicali                            | 613.0 |
| Juegos Completos      | Dan Serafini (MOC)                          | 1     | Cañeros de Los Mochis Naranjeros de Hermosillo | 1     |
| Blanqueadas           | no hubo                                     | -     | Yaquis de Ciudad Obregón                       | 4     |

## Designaciones
A continuación se muestran a los jugadores más valiosos de la temporada.
| Designación                           | Trofeo             | Ganador               | Equipo                   |
| ------------------------------------- | ------------------ | --------------------- | ------------------------ |
| Jugador Más Valioso                   | Héctor Espino      | Justin Christian      | Cañeros de Los Mochis    |
| Pitcher del Año                       | Vicente Romo       | Alberto Castillo      | Cañeros de Los Mochis    |
| Novato del año                        | Baldomero Almada   | Edwin Salas           | Cañeros de Los Mochis    |
| Mánager del Año                       | Benjamín Reyes     | Matías Carrillo       | Algodoneros de Guasave   |
| Mánager Campeón                       | Francisco Estrada  | Eddie Díaz            | Yaquis de Ciudad Obregón |
| Jugador más Valioso de la Serie Final |                    | Iker Franco           | Yaquis de Ciudad Obregón |
| Campeón de Bateo                      | Matías Carrillo    | Eduardo Arredondo     | Algodoneros de Guasave   |
| Campeón de Pitcheo                    |                    | Luis Alonso Mendoza   | Yaquis de Ciudad Obregón |
| Campeón de Cuadrangulares             | Ronnie Camacho     | Luis Alfonso García   | Naranjeros de Hermosillo |
| Ejecutivo del año                     | Horacio López Díaz | René Arturo Rodríguez | Yaquis de Ciudad Obregón |
| Gerente del año                       | Abundio Vargas     | Francisco Minjarez    | Yaquis de Ciudad Obregón |

## Guantes de Oro
A continuación se muestran a los ganadores de los Guantes de Oro de la temporada.
| Posición | Jugador              | Equipo                   |
| 1B       | Luis Alfonso García  | Naranjeros de Hermosillo |
| 2B       | Carlos Gastélum      | Naranjeros de Hermosillo |
| 3B       | Agustín Murillo      | Yaquis de Ciudad Obregón |
| SS       | Jesús Emeterio López | Algodoneros de Guasave   |
| JD       | Iván Terrazas        | Cañeros de Los Mochis    |
| JC       | Justin Christian     | Cañeros de Los Mochis    |
| JI       | Mario Valenzuela     | Algodoneros de Guasave   |
| C        | Iker Franco          | Yaquis de Ciudad Obregón |
| P        | Walter Silva         | Venados de Mazatlán      |